# 솔로몬 제도의 코로나19 범유행
다음은 솔로몬 제도의 코로나19 범유행 현황에 대한 설명이다.

## 연혁
10월 3일, 머내시 소가바레 총리는 첫 확진자가 발견되었다고 밝혔다. 확진자는 필리핀에서 송환된 학생으로 호니아라에 도착한 후 코로나19 양성 반응을 보였다고 한다.
10월 11일, 두 번째 확진자가 발견되었다.
10월 15일, 세 번째 확진자가 발견되었다.
10월 27일, 4명의 확진자가 추가로 발견되었다. 이들은 영국에 본거지를 둔 축구 선수라고 밝혔다.
4월 16일 1명의 마지막 확진자가 추가로 발견되었다.

## 예방
3월 27일, 머내시 소가바레 총리는 모든 항공 운항을 중단시키고, 호니아라에 비상사태를 선포했다. 이로 인해 거의 모든 유흥업소가 폐쇄되었지만 교회는 폐쇄되지 않았다.
3월 31일, 교육인적자원부에서는 솔로몬 제도의 모든 학교를 폐쇄하라고 명령했다.
4월 3일, 솔로몬 제도 정부는 입국자에 대한 심사를 강화하고 고위험국가로 지정된 곳의 입국을 제한했다.

## 같이 보기
- 코로나19 범유행
- 오세아니아의 코로나19 범유행